# Генгстенберг, Эрнст Вильгельм
Эрнст Вильгельм Теодор Германн Генгстенберг (нем. Ernst Wilhelm Theodor Hengstenberg, 1802—1869) — немецкий богослов и педагог; профессор Берлинского университета.

## Биография
Эрнст Вильгельм Генгстенберг родился 20 октября 1802 года в городе Фрёнденберге-на-Руре. Сперва обучался в Берлинском университете, затем в Университете Бонна изучал богословие и восточные языки.

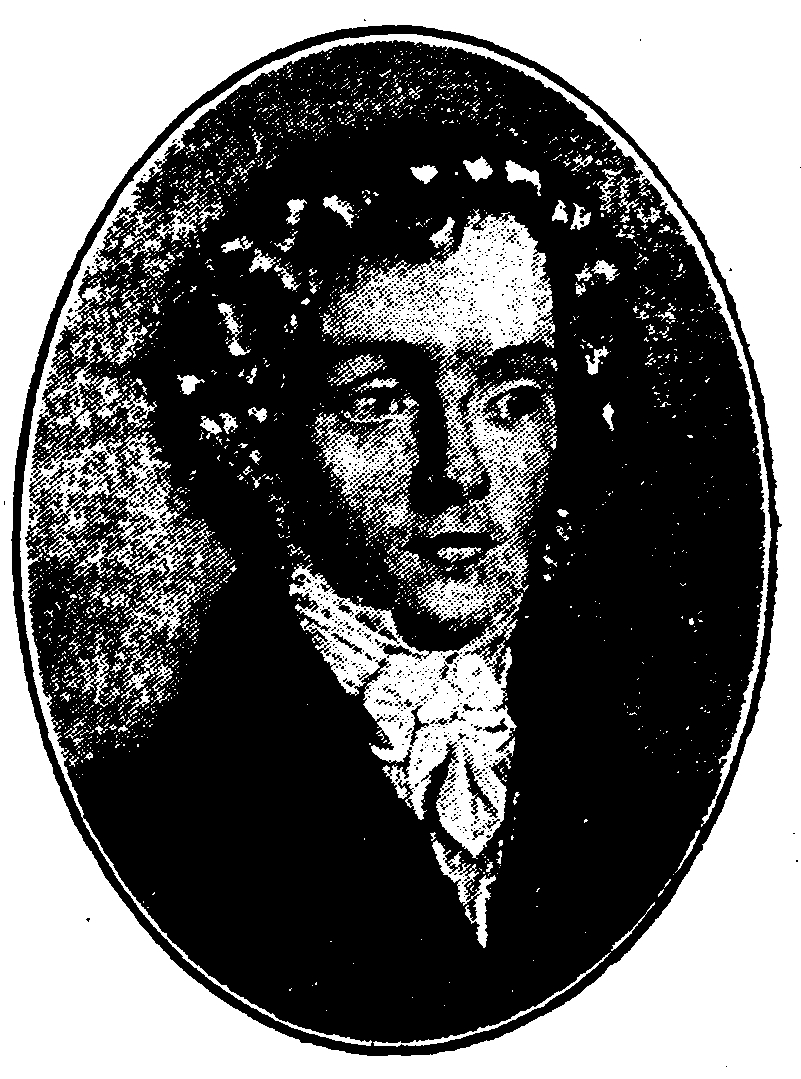
Рис. из «Nordisk familjebok»

Выступал решительным противником господствовавшего в Германии, в 1820-х годах, рационализма и апологетом Священного Писания; был противником библейской критики и упорно отстаивал традиционный взгляд на Пятикнижие.
С 1827 года Генгстенберг издавал периодическое печатное издание на немецком языке под названием «Evangelische Kirchenzeitung», посвященном защите положительной христианской религии против отрицательной критики. Полемика с представителями последнего направления иногда доходила до необычайной для СМИ того времени резкости.
В 1830 году в газете Генгстенберга появилась анонимная статья, в которой известные ученые, профессора Юлий Вегшейдер и Вильгельм Гезениус, обвинялись в безбожии и светская власть приглашалась положить конец развитию опасного движения. 
Из сочинений Генгстенберга наиболее известны: «Die Christologie d. A. Test» (1828—1835); «Beiträge in d. Altes Testament» (1831—1839) и «Die Bücher Mosis und Aegypten» (1841 год).
Эрнст Вильгельм Теодор Германн Генгстенберг умер 28 мая 1869 года в городе Берлине.

## Избранная библиография
- Christologie des Alten Testaments und Commentar über die Messianischen Weissagungen der Propheten (3 tomy, Berlin, 1829–1835)
- Beiträge zur Einleitung ins Alte Testament (3 tomy, Berlin, 1831–1839)
- Geschichte Bileams und seine Weissagungen (Berlin, 1842)
- Kommentar über die Psalmen (4 tomy, Berlin, 1842–1847)
- Offenbarung des heiligen Johannes (2 tomy, Berlin, 1849–1851)
- Ueber den Tag des Herrn (Berlin, 1852)
- Hohelied Salmonis (Berlin, 1853)
- Prediger Salomo (Berlin, 1858)
- Die Opfer der heiligen Schrift (Berlin, 1859)
- Das Evangelium des heiligen Johannes (3 tomy, Berlin, 1861–1863)
- Die Weissagungen des Propheten Ezechiel für solche, die in der Schrift forschen, erläutert (2 tomy, Berlin, 1867–1868)
- Geschichte des Reiches Gottes unter dem Alten Bunde (2 tomy, Berlin, 1869–1871)
- Vorlesungen über die Leidensgeschichte (1875)